# 마나구라촌
마나구라촌(万能倉村)은 히로시마현 아시나군에 있던 촌이다. 현재의 후쿠야마시에 해당한다.

## 역사
- 1889년 4월 1일 - 정촌제 시행에 의해 혼지군 마나구라촌이 발족하였다.
- 1900년 4월 1일 - 군의 통합에 의해 아시나군에 소속되었다.
- 1913년 7월 1일 - 구라마쓰촌, 나카시마촌, 에라촌, 보지촌과 합병해 에키야촌이 신설하여 폐지되었다.

## 참고문헌
- 角川日本地名大辞典 34 広島県
- 『市町村名変遷辞典』東京堂出版、1990年